# I ragazzi del Reich
I ragazzi del Reich (Napola - Elite für den Führer) è un film del 2004 scritto e diretto da Dennis Gansel.

## Trama
Germania, 1942. Il pugile tedesco Friedrich Weimer, diciassette anni, grazie alla sua abilità nella boxe, viene reclutato da una scuola militare di prestigio, la NaPoLA (acronimo di Nationalpolitische Erziehungsanstalt), che si occupa di formare nuove reclute per il Reich. Egli accetta di buon grado la cosa, in quanto vede in questa scelta la possibilità di fare carriera pur provenendo da una famiglia povera. Venutosi però a scontrare con il padre, di parere contrario alla sua iscrizione, il giovane una notte scappa di casa, raggiungendo la sede dell'istituto in autostop.
Giunto alla scuola, che si trova in un castello nelle colline tedesche, Friedrich inizia subito a conoscere i suoi compagni di camerata e ben presto stringe amicizia con Albrecht, figlio del Gauleiter locale, un ragazzo timido, amante della scrittura, che vive però un rapporto difficile con i genitori dai quali non riesce ad ottenere la stima, in quanto considerato debole soprattutto dal padre, che non lo vede all'altezza delle aspirazioni che nutre per lui.
Nei giorni successivi, il giovane pugile si rende conto della formazione ideologica che la scuola intende dare ai ragazzi, una formazione fatta di rigidi rapporti gerarchici, di umiliazioni e, non di rado, di violenze. Alcuni avvenimenti contribuiscono a farlo riflettere sull'idea che si era costruito sulla scuola da lui tanto ambita: un pomeriggio, ad esempio, un suo compagno di camerata, Siegfried Gladen, vittima di continue angherie poiché sofferente di enuresi, si uccide gettandosi sopra una Stielhandgranate 24 che un cadetto spaventato aveva lasciato cadere a terra durante un'esercitazione. Tuttavia, al suo funerale, i superiori fanno passare come un gesto eroico la morte del ragazzo, trasformando in un atto di coraggio nel voler salvare la vita dei compagni da un pericolo imminente quello che invece era stato un gesto estremo. Successivamente, in una notte d'inverno, tutti i cadetti vengono armati e inviati nei boschi alla ricerca di alcuni prigionieri sovietici fuggiti da un treno che li stava trasportando in un campo di concentramento. Dopo averne individuati alcuni scappare in mezzo agli alberi, Friedrich e gli altri ragazzi gli sparano contro, scoprendo ben presto che si trattava però di adolescenti disarmati. Friedrich assiste impotente alla disperazione dell'amico Albrecht che cerca di soccorrere uno dei ragazzi ancora in vita. Tuttavia, giunto sul posto, il padre spara al sopravvissuto, uccidendolo a sangue freddo e suscitando così la reazione indignata del figlio. Poco dopo, tornando verso la scuola, Friedrich viene alle mani con un altro ragazzo e tutti e due vengono rinchiusi per un giorno in cella di giudizio.
Il mattino successivo ai ragazzi viene chiesto di comporre un tema sul paesaggio invernale nelle saghe germaniche ma Albrecht, nel momento in cui gli viene chiesto di leggere il suo alla classe, esprime il suo totale disprezzo riguardo agli avvenimenti accaduti durante la notte. L'insegnante manda subito a chiamare suo padre, il quale gli rinfaccia apertamente i privilegi di cui gode e lo invita a comporre un nuovo tema, ricordandogli poi di avere in mente per lui il progetto di farlo arruolare nelle SS per mandarlo a combattere in Ucraina. Poco dopo, uscito dall'isolamento, Friedrich viene a conoscenza dell'accaduto e si reca dall'amico per chiedergli spiegazioni. Albrecht gli dice d'averlo fatto per sé stesso, raccontandogli poi dell'incontro avuto con suo padre. Le parole dell'amico provocano subito la rabbia di Friedrich, che all'inizio lo prende a pugni, cadendo poco dopo a terra assieme a lui e abbracciandolo in preda alla disperazione.
Incapace comunque di reggere la prospettiva del suo futuro, il giorno successivo anche Albrecht compie un gesto estremo: durante una prova di resistenza al freddo, in cui ai cadetti era stato chiesto di nuotare sott'acqua tra due fori praticati in un lago ghiacciato, quando viene il suo turno, il ragazzo lascia andare la corda di sicurezza, lasciandosi morire. Nel silenzio e l'immobilità generale degli altri ragazzi e degli insegnanti, solo Friedrich tenta un disperato e vano tentativo di salvarlo. Il giorno successivo, la scuola, omertosa, si rifiuta di pubblicare un necrologio preparato da Friedrich in memoria dell'amico, con la motivazione che "non c'è posto nel Reich per i suicidi". La sua morte causa la disperazione della madre ma anche il disprezzo del padre.
Successivamente, il preside della scuola, rimproverato dal padre di Albrecht per via della sua rapidità nell'aver liquidato l'amicizia fra il figlio e Friedrich come causa scatenante del suicidio del ragazzo (cosa che effettivamente non era), impone al giovane pugile di smettere di pensare all'accaduto e d'iniziare ad allenarsi in vista dei giochi invernali sportivi fra scuole, occasione cui potrà dimostrare la sua gratitudine nei confronti del Gauleiter e giocarsi la possibilità di rimanere nella scuola.
Una settimana dopo è il giorno dei giochi sportivi e Friedrich deve sfidare il campione di un'altra scuola che lo aveva battuto in precedenza; l'incontro sembra volgere a suo favore ma, sul punto di mettere al tappeto l'avversario, vede fra il pubblico presente anche il padre di Albrecht e gli alti capi della scuola soddisfatti a fare il tifo per lui. Decide allora di abbassare i guantoni per farsi colpire, fino a perdere l'incontro. L'avvenimento non può rimanere impunito e Friedrich viene espulso dalla scuola e accompagnato con forza fuori dall'istituzione dalla quale si allontana verso casa, solo e disilluso.

## Riconoscimenti
- 2005 - Bavarian Film Awards
  - Miglior regia
- 2004 - Hamptons International Film Festival
  - Miglior film internazionale
- 2004 - Viareggio EuropaCinema
  - Miglior film